# Göttinger Aktinometrie
Die Göttinger Aktinometrie ist ein um die Jahrhundertwende in Göttingen entstandener Sternkatalog, dessen wesentlicher Inhalt hochpräzise gemessene Sternhelligkeiten sind. Statt des Begriffs Aktinometrie wird heute Helligkeitskatalog verwendet.
Dieser 1910 publizierte Katalog der Sternwarte Göttingen enthält 3.500 Sterne der Bonner Durchmusterung in einer 20° breiten Deklinationszone vom Himmelsäquator bis zu +20°. Die  Helligkeiten wurden fotografisch bestimmt, d. h. durch genaue Messung der Schwärzung der auf speziellen Fotoplatten aufgenommenen Sterne. Die grundlegende Theorie zu dieser Methode entwickelte kurz zuvor der in Göttingen wirkende Astronom Karl Schwarzschild.
Etwa zur selben Zeit entstand in den USA die Yerkes-Actinometry für den Deklinationsbereich 60° bis 75°. Die Aufteilung dieser und weiterer Zonenkataloge erfolgte
unter den Sternwarten im Voraus und führte später zu speziellen Eichfeldern, mit denen die Helligkeitskataloge einheitlich reduziert (geeicht) wurden. Das wichtigste dieser Eichfelder wurde die 1922 publizierte Internationale Polsequenz.